# Erdélyi Mihály (festő)
Erdélyi Mihály (Szeged, 1894. szeptember 17. – Szeged, 1972. március 19.) magyar festőművész.

## Életpályája
Szülei: Erdélyi Antal és Balla Rozália voltak. 1912-ben a haditengerészethez került; matróz volt. Útiélményei inspirálták, hogy festéshez fogjon. Ez tette lehetővé, hogy Budapesten a Magyar Képzőművészeti Főiskola hallgatója legyen 1920–1923 között. 1923-ig Révész Imre kecskeméti művésztelepén folytatta festészeti tanulmányait, majd a firenzei és palermói akadémiákon fejezte be 1923–1926 között. Olaszországban és Svájcban is dolgozott. 1934-ben visszajött Szegedre.
Külföldi sikereit karakteres portréival és jellegzetes olasz városrészleteivel érte el. Későbbi, itthoni festményei a Tisza menti táj természeti sajátosságait, valamint Szeged társadalmi megújhodását tükrözik. Szeged városának ajándékozott műveit a Móra Ferenc Múzeumban őrzik.

## Kiállításai

### Egyéni
- 1968, 1972, 1994 Szeged

### Válogatott, csoportos
- 1967, 1971 Budapest

## Díjai
- Szeged művészeti ösztöndíja (1920)
- Szegedi Nyári Tárlat díja (1967)
- Szeged város festészeti díja (1969)